# 山鹿貝塚
山鹿貝塚（やまがかいづか）は、福岡県遠賀郡芦屋町山鹿字狩尾にある縄文時代早期から晩期にかけての貝塚。福岡県指定の史跡。

## 概要
1953年に発見され、現在までに五次に渡る発掘調査が行われている。山鹿貝塚で縄文人が活動していたのは、縄文早期から晩期にかけての約6000年間だったことが発掘された縄文土器の分析から判明している。今までの調査で縄文人の埋葬人骨が20体以上出土しており、葬られた時期はいずれもおよそ3500年前と推定されている。これらの埋葬人骨が貝輪や骨角器、勾玉といった装身具を伴う頻度は、他遺跡の縄文人と比べて極めて高いものであり、縄文時代のアクセサリーの付け方と性との関係を考えるうえで重要な遺跡である。また埋葬人骨の胸骨の一部等が意図的に抜き取られており、何らかの呪術的意味があったと考えられている。

## 出土物・出土人骨
縄文時代中後期の西日本で多く見られる磨滑縄文土器が多く出土している。
本遺跡で特に注目すべきは、1968年に行われた第三次調査で発掘された、サメの歯のイヤリング2個、緑色大珠1個、貝（タマキガイ）の腕輪19個を付け、鹿角2本を添えて葬られた女性人骨である。発掘の報告者は、大珠を持った女性は呪術師兼女族長であったとしている。他の女性も全員貝の腕輪をはめ、耳飾り、足飾りをつけている人もいた。縄文人の女性が装身具を多数身に着けて埋葬された事例は全国でも数少なく、縄文社会の構造について一考の余地を与えている。